# Batalla de Anzen
La batalla de Anzen o de Dazimon se libró el 22 de julio de 838 en la población homónima (más tarde Dazmana, Turquía) y enfrentó al Imperio bizantino y al Califato abasí. Los abasíes habían emprendido una gran expedición en la que participaron dos ejércitos, como represalia por las campañas que el emperador bizantino Teófilo había realizado el año anterior. El objetivo abasí era el saqueo de una de las ciudades más grandes del imperio, Amorio. En la batalla de Anzen, Teófilo, a la cabeza de su ejército, se batió con el menor de los dos ejércitos enemigos, el mandado por el príncipe turco al-Afshin, vasallo abasí. 
Aunque al comienzo del choque el ejército bizantino, más numeroso, llevaba ventaja, la decisión del emperador de encabezar una maniobra cambió la suerte de la batalla. La ausencia del soberano del lugar habitual que ocupaba durante los combates hizo que sus fuerzas lo creyesen muerto, lo que desató el pánico en las filas bizantinas. Este suceso, unido a un decido contraataque de los arqueros de a caballo turcos de al-Afshin, desbarató a los bizantinos. El emperador quedó rodeado con su guardia en una colina, pero finalmente logró escapar del cerco enemigo. La derrota bizantina permitió el brutal saqueo de Amorio que tuvo lugar pocas semanas más tarde. Este último fue uno de los más graves contratiempos que sufrieron los bizantinos durante su largo conflicto con los musulmanes.

## Antecedentes
Cuando en el 829, el joven Teófilo (829-842) ascendió al trono bizantino, los intermitentes conflictos con los árabes habían durado ya casi dos siglos. Ambicioso y decidido iconoclasta, Teófilo decidió reforzar su posición y mejorar la imagen de su credo mediante una victoria sobre el principal enemigo del imperio, el Califato abasí. Así, durante la década de 830, el nuevo emperador emprendió una serie de campañas contra el califato. Aunque solo parcialmente favorables a las armas bizantinas, sirvieron para que la propaganda ensalzase a Teófilo como «emperador victorioso», siguiendo la antigua tradición romana. En el 837, el monarca dirigió en persona la incursión en el alto Éufrates en la que se saquearon las ciudades de Arsamosata y Sozopetra –que algunas fuentes identifican como el lugar de nacimiento del califa al-Mu'tásim (833-842)– y en la que se logró que Melitene pagase tributo al imperio y entregase rehenes para evitar el saqueo.
Como reacción a los ataques bizantinos, al-Mu'tásim decidió poner en marcha una gran expedición punitiva que tendría como objetivo la conquista de dos grandes ciudades enemigas de la Anatolia central: Ancira y Amorio. Esta última era probablemente la mayor población de la península de la época; era además el lugar de origen de la dinastía amoriana que entonces regía el imperio y, por tanto, tenía un notable valor simbólico. Según las crónicas, los soldados de al-Mu'tásim que participaron en la campaña escribieron la palabra «Amorio» en sus escudos y pendones. El 5 de abril, el califa partió de su nueva capital de Samarra para comenzar la campaña. Un gran ejército se reunió en Tarso (ochenta mil soldados según Treadgold) que, a continuación, se dividió en dos. La columna septentrional, mandada por el príncipe iraní de Usrushana y vasallo abasí al-Afshin, debía invadir el thema de armeníacos desde la región de Melitene; las fuerzas del emir de esta ciudad, Omar al-Aqta, participarían también en esta maniobra. La columna meridional, la principal, iría encabezada por el propio califa, atravesaría las Puertas Cilicias para entrar en Capadocia y se dirigiría hacia Ancira. Tras tomar la ciudad, las dos columnas se reunirían para marchar contra Amorio. La hueste de al-Afshin incluía, según Juan Skylitzes, las fuerzas de los príncipes armenios vasallos de Bagdad y reunía entre veinte mil (según Haldon) y treinta mil soldados (según Treadgold), de los que unos diez mil eran arqueros de a caballo turcos.
Los bizantinos, por su parte, pronto entendieron las intenciones del califa, y partieron de Constantinopla a hacerle frente a comienzos de junio. El ejército imperial contaba con soldados de origen anatolio y posiblemente también de las provincias europeas, con los regimientos selectos de tagmata capitaneados por el Doméstico de las escolas Manuel el Armenio, así como con un contingente de persas y kurdos jurramitas. Guiados por su caudillo Nasr (convertido al cristianismo y bautizado con el nombre de Teófobo), estos grupos habían huido del territorio califal debido a las persecuciones religiosas; establecidos en el imperio pocos años antes, habían formado la «turma persa». Teófilo acampó en Dorilea y dividió sus fuerzas: la principal se envió a reforzar la guarnición de Amorio, mientras que el resto de sus hombres (unos veinticinco mil según Haldon y cuarenta mil según Treadgold) lo siguió para interceptar a los abasíes entre las Puertas Cilicias y Ancira.

## La batalla

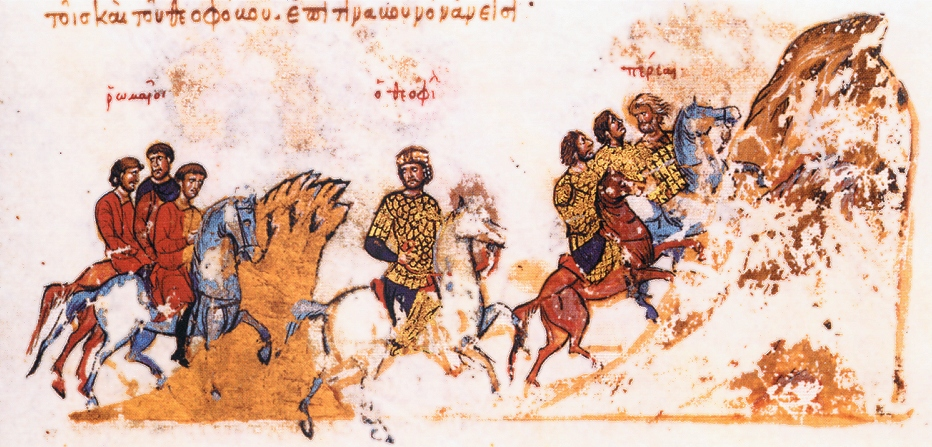
Las huestes del emperador Teófilo retirándose hacia las montañas, según una miniatura de la crónica Madrid Skylitzes.

A mediados de junio, al-Afshin cruzó los montes Antitauro y acampó en el fuerte de Dazimon (en griego: Δαζιμῶν, en la actual Dazmana), entre Amaseia y Tokat, un lugar estratégico que servía a los bizantinos para concentrar sus fuerzas (aplekton). Pocos días más tarde, el 19 de junio, la vanguardia del principal de los ejércitos abasíes penetró también en territorio enemigo; a esta le siguió dos días después el mismísimo califa, al que acompañaba el grueso del ejército. Teófilo recibió la noticia de estas maniobras a mediados de julio. La hueste encabezada por al-Afshin era la menor de las dos, pero amenazaba las líneas de abastecimiento bizantinas. Por ello, el emperador dejó unas pocas fuerzas en la línea de avance del ejército que acompañaba al califa y marchó hacia el este, a interceptar el que mandaba al-Afshin. En 21 de julio, se encontraron los dos ejércitos; el bizantino acampó en una colina de la llanura de Dazimonitis, al sur del fuerte de Dazimon, que se llamaba Anzen (Ἀνζῆν).
Aunque tanto Teófobo como el doméstico de las escolas Manuel —los dos principales comandantes bizantinos— aconsejaron que se realizase un ataque nocturno por sorpresa, el emperador prefirió seguir la opinión de los demás oficiales y esperar al día siguiente para abalanzarse contra el enemigo. Así, el ejército bizantino atacó al alba, con fortuna al principio del combate: no solo obligó a retroceder a un ala del ejército enemigo, sino que le infligió tres mil bajas. Llegado casi el mediodía, Teófilo decidió reforzar el otro flanco con dos mil bizantinos y kurdos; para dirigir la maniobra en persona abandonó el puesto de mando y rodeó la retaguardia del ejército. En ese instante, al-Afshin lanzó un feroz contraataque con los arqueros turcos de a caballo que frenó el avance bizantino y permitió el reagrupamiento de sus propias fuerzas. Las unidades bizantinas percibieron entonces la ausencia del emperador y, creyéndolo muerto, comenzaron a vacilar. La confusión pronto dio lugar a la desbandada general; algunos de los soldados huyeron incluso a la capital, adonde llevaron el rumor del fallecimiento del soberano. Algunas unidades bizantinas, por el contrario, mantuvieron el orden en sus filas y se retiraron a un lugar llamado Quiliokomon.
Por su parte, Teófilos quedó aislado junto con los regimientos de tagmata y sus tropas kurdas en la colina de Anzen. Los árabes la rodearon, pero una lluvia repentina salvo al emperador y a sus soldados, ya que inutilizó las cuerdas de los arcos de los guerreros turcos. Al-Afshin mandó traer entonces las catapultas para bombardear la posición enemiga. Entonces los oficiales del emperador bizantino, temiendo que las tropas kurdas los traicionasen, lo convencieron para retirarse. Teófilo y su pequeña escolta lograron atravesar las líneas enemigas y alcanzar Quiliokomon, al norte de Amaseia, donde comenzó a reagrupar a los restos de su ejército derrotado, aunque sufrió numerosas heridas en la huida. Según las fuentes, el emperador salvó la vida gracias a la intervención tanto del doméstico Manuel —gravemente herido y posiblemente muerto poco después— como de Teófobo.

## Consecuencias

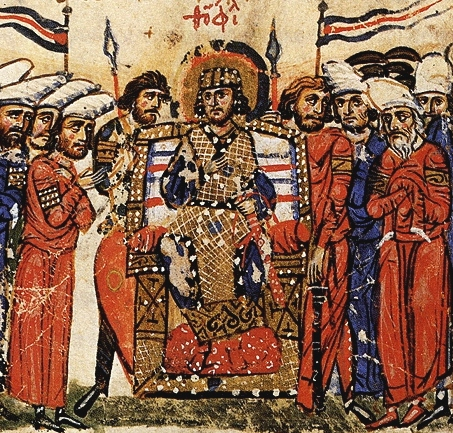
El emperador Teófilo y su séquito, representados en una miniatura del manuscrito Madrid Skylitzes.

La situación del emperador se tornó precaria tras la derrota, y llegó a rumorearse que había fenecido en el combate. Abandonó la campaña emprendida y marchó primero a Dorilea y, poco después, a la capital. Se abandonó Ancira, que los árabes saquearon el 27 de julio. Una vez reunidos los dos ejércitos abasíes, marcharon contra Amorio sin encontrar resistencia en su avance; la ciudad cayó tras dos semanas de asedio. Se calcula que solo la mitad de sus setenta mil habitantes sobrevivieron al brutal saqueo; fueron vendidos como esclavos. La pérdida de la ciudad fue uno de los peores reveses sufridos por el imperio durante el siglo ix, tanto por la importancia material de la urbe como por su simbolismo como cuna de la dinastía reinante. Afortunadamente para los bizantinos, la llegada de noticias de una rebelión en el territorio califal obligó a al-Mu'tasim a replegarse poco después.
Al mismo tiempo, Teófilo tuvo que lidiar con la revuelta de Teófobo y sus tropas kurdas. Cuando los rumores de la muerte del soberano alcanzaron la capital bizantina, algunos propusieron a Teófobo, emparentado con aquel mediante matrimonio y parece que iconodulo, como su sucesor. Al llegar a Constantinopla, Teófilo hizo llamar a Teófobo, pero este, temiendo que el emperador lo castigase, huyó y se refugió con sus seguidores kurdos en Sinope, donde se lo proclamó emperador. Finalmente, sin embargo, se lo convenció para que capitulase sin resistencia un año después; el cuerpo «persa» fue disuelto y sus miembros repartidos por las distintas provincias.
A pesar de la alarma bizantina por las derrotas en Anzen y Amorio, estas no tuvieron consecuencias militares a largo plazo para el imperio, ya que los abasíes no aprovecharon la ventaja obtenida. Sí tuvieron una importante consecuencia religiosa: sirvieron para desacreditar la iconoclastia, que se había mantenido hasta entonces gracias a las victorias militares imperiales. Poco después de la repentina muerte de Teófilo en el 842, se restauró la veneración de los iconos, acontecimiento que formó parte del triunfo de la ortodoxia. La batalla sirvió también como ejemplo de las dificultades que el Ejército bizantino tenía cuando se enfrentaba a arqueros montados; en los siglos vi y vii, por el contrario, las fuerzas armadas del imperio habían logrado hacerlo sin problemas. Fue también el primer combate que libraron las tropas bizantinas con los nómadas turcos provenientes de Asia Central; sus descendientes, los selyúcidas, se convirtieron a partir de mediados del siglo xi en los más encarnizados enemigos del imperio.